# 天津市住房和城乡建设委员会
天津市住房和城乡建设委员会是中华人民共和国天津市人民政府主管全市城乡建设管理、城市基础设施管理、公用事业管理和建设系统国有资产监管工作的组成部門。

## 组织机构
- 办公室

- 法制室

- 计划处

- 勘察设计管理处(抗震办公室)

- 人事室

- 信息处

- 工程质量安全管理处

- 科技教育处

- 外经处

- 经济处

- 房地产管理处

- 建筑业管理办公室

- 城建管理处

- 施工管理处

- 公用事业管理处

- 老干部处

- 建材业管理办公室[1]

## 直属单位
- 天津市建设工程质量安全监督管理总队

- 天津市供水管理处

- 天津市燃气管理处

- 天津市轨道交通管理中心

- 12319城建热线

- 天津市客运交通管理办公室

- 天津市安居工程办公室华苑供热站

- 天津市公用设施配套办公室

- 天津市建筑标准设计办公室

- 天津市发展散装水泥管理中心

- 天津市墙体材料革新和建筑节能管理中心

- 世行项目贷款办公室

- 天津市建设工程定额管理研究站

- 天津市城乡建设研究所

- 天津市建设信息技术服务中心

- 天津市工程建设交易服务中心

- 天津市建设工程招标监督管理站

- 天津市安居办公室

- 天津市供热办公室

- 天津市施工队伍管理站[2]